# Thornea matudae
Thornea matudae är en johannesörtsväxtart som först beskrevs av Cyrus Longworth Lundell, och fick sitt nu gällande namn av D.E. Breedlove och E.Mcclintock. Thornea matudae ingår i släktet Thornea och familjen johannesörtsväxter. Inga underarter finns listade i Catalogue of Life.